# 美国冰球联盟
美国冰球联盟（缩写：AHL）是北美的一个职业冰球联盟。全部AHL的32支队伍都和NHL的32支球队有着密切的合作。 AHL即为NHL联盟的小联盟， 有着相当高的比赛水平， 比赛激烈程度并不亚于NHL联赛。联盟办事处设在马萨诸塞州斯普林菲尔德。现任总裁是大卫安德鲁斯。每年季后赛冠军授予以NHL第一任总裁弗兰克考尔德（1917年—1943年）命名的考尔德杯。

## 赛季
AHL赛季分为常规赛和季后赛两个阶段。常规赛季从每年10月开始到下一年度4月中旬。每个队有80场常规赛，40个主场，40个客场。每年的1月中旬举行AHL全明星赛。常规赛结束后两个联盟成绩前8名进入七战四胜制季后赛，争夺联盟冠军。最后两个联盟冠军夺考尔德杯。

## 联盟队伍
AHL的队伍发展到现在有30支队伍分布在美国和加拿大。分为东部联盟和西部联盟。东部联盟又分为大西洋区（八支球队），东部分区（八支球队）。西部联盟又分为北部分区（八支球队），西部分区（七支球队）。

### 赛季队伍
| 东部联盟                   |                                |                           |                           |                |               |
| 分区                       | 队伍                           | 球场                      | 城市                      | NHL 隶属球队   | ECHL 隶属球队 |
| 大西洋区                   |                                |                           |                           |                |               |
| 布里奇波特海灣虎           | 韋伯斯特銀行競技場             | 康涅狄格州布里奇波特      | 纽约岛人                  | 伍斯特鐵路工   |               |
| 夏洛特跳棋                 | Bojangles'競技場               | 北卡羅萊納州夏洛特        | 佛羅里達美洲豹 西雅圖海妖 | 格林維爾沼澤兔 |               |
| 哈特福德群狼               | XL中心                         | 康涅狄格州哈特福德        | 纽约游骑兵                | 傑克遜維爾冰人 |               |
| 赫爾希熊                   | 巨人中心                       | 宾夕法尼亚州赫爾希鎮      | 华盛顿首都                | 南卡羅萊納魟   |               |
| 利哈伊谷幻影               | PPL中心                        | 宾夕法尼亚州阿倫敦        | 费城飞人                  | 雷丁皇家       |               |
| 斯普林菲爾德雷鳥           | 美國萬通中心                   | 马萨诸塞州斯普林菲尔德    | 聖路易斯藍調              |                |               |
| 普羅維登斯棕熊             | Dunkin' Donuts中心             | 罗得岛州普罗维登斯        | 波士顿棕熊                | 緬因水手       |               |
| 威爾克斯-巴里/斯克蘭頓企鵝 | 金神體育館                     | 宾夕法尼亚州威爾克斯-巴里 | 匹兹堡企鹅                | 惠靈釘人       |               |
| 东部分区                   |                                |                           |                           |                |               |
| 貝爾維爾參議員             | CAA競技場                      | 安大略省貝爾維爾          | 渥太華參議員              |                |               |
| 克里夫蘭怪兽               | 快貸球館                       | 俄亥俄州克利夫兰          | 哥倫布藍衣                | 卡拉馬祖飛翼   |               |
| 拉瓦勒火箭                 | 貝爾廣場                       | 魁北克省拉瓦勒            | 蒙特利尔加拿大人          | 三河城獅子     |               |
| 羅徹斯特美國人             | 藍十字球館                     | 纽约州羅徹斯特            | 水牛城軍刀                | 辛辛那提旋風   |               |
| 雪城粉碎                   | Oncenter戰爭紀念競技場         | 紐約州雪城                | 坦帕湾闪电                | 奧蘭多太陽熊   |               |
| 多倫多馬利士               | 可口可樂競技場                 | 安大略省多伦多            | 多伦多枫叶                | 紐芬蘭咆哮者   |               |
| 由提卡彗星                 | 阿第倫達克銀行中心             | 紐約州由提卡              | 新泽西魔鬼                | 阿第倫達克雷霆 |               |
| 西部联盟                   |                                |                           |                           |                |               |
| 分区                       | 队伍                           | 球场                      | 城市                      | NHL 隶属球队   | ECHL 隶属球队 |
| 北部分区                   |                                |                           |                           |                |               |
| 芝加哥狼                   | 好事達競技場                   | 伊利诺斯州罗斯芒特        | 卡罗来纳飓风              |                |               |
| 大急流城獅鷲               | 馮安度競技場                   | 密歇根州大急流城          | 底特律红翼                | 托萊多玻璃梭鱸 |               |
| 愛荷華荒野                 | 富國銀行球館                   | 愛荷華州德梅因            | 明尼苏达荒野              | 愛荷華心地人   |               |
| 曼尼托巴麋鹿               | 貝爾MTS中心                    | 曼尼托巴省溫尼伯          | 溫尼伯噴射機              |                |               |
| 密爾沃基海軍上將           | 威斯康星大學密爾沃基分校豹球館 | 威斯康星州密爾沃基        | 纳什维尔掠夺者            | 佛羅里達冰刀   |               |
| 羅克福德冰狗               | BMO哈里斯銀行中心              | 伊利诺斯州羅克福德        | 芝加哥黑鹰                | 印第燃料       |               |
| 德克薩斯星                 | 雪松公園H-E-B中心              | 德克萨斯州雪松公園        | 達拉斯星                  | 愛達荷虹鱒     |               |
| 西部分区                   |                                |                           |                           |                |               |
| 亞博斯福加人               | 亞博斯福中心                   | 英屬哥倫比亞省亞博斯福    | 温哥华加人                |                |               |
| 貝克斯菲爾德禿鷹           | 荷蘭合作銀行球館               | 加利福尼亞州貝克斯菲爾德  | 愛民頓油人                | 威奇托雷霆     |               |
| 科羅拉多鷹                 | 百威中心                       | 科羅拉多州拉夫蘭          | 科羅拉多雪崩              | 猶他灰熊       |               |
| 亨德森銀騎士               | 奧爾良球館                     | 內華達州亨德森            | 維加斯黃金騎士            | 韋恩堡彗星     |               |
| 安大略王朝                 | 市民商業銀行球館               | 加利福尼亞州安大略        | 洛杉矶国王                |                |               |
| 聖地牙哥海鷗               | 大莊家球館                     | 加利福尼亞州聖地牙哥      | 安那翰鴨                  | 塔爾薩油人     |               |
| 聖荷西梭子魚               | 聖荷西SAP中心                  | 加利福尼亞州聖荷西        | 聖荷西鲨鱼                |                |               |
| 斯托克頓熱能               | 斯托克頓球館                   | 加利福尼亞州斯托克頓      | 卡尔加里火焰              | 堪薩斯城獨行俠 |               |
| 圖森走鵑                   | 圖森會議中心                   | 亞利桑那州圖森            | 亞利桑那土狼              | 拉皮德城衝刺   |               |

## 球队列表
注解：深色队名为本赛季参赛球队